# Second Solution / Prisoner of Society
Second Solution / Prisoner of Society — двойной дебютный сингл австралийской рок-группы The Living End. Он продержался рекордные 69 недель в хит-параде синглов ARIA Top 100 Singles Chart. Это был прорыв для группы, привлёкший к The Living End внимание всей австралийской рок-сцены. На волне успеха сингла музыканты отправились в студию для записи дебютного долгоиграющего альбома The Living End, для которого они перезаписали эти две заглавные песни и записали песню «Strange».

## Видеоклипы

### Prisoner of Society
Видеоклип на «Prisoner of Society» был снят первым. В его австралийской версии (существует также версия для США) группа исполняет песню в школьном классе, что чередуется со сценами, в которых школьники зачитывают свои сочинения, то есть отрывки из текста песни.

### Second Solution
Следующим после клипа «Prisoner of Society» последовало видео на «Second Solution». Этот клип включает в себя нарезки видеосъёмок концертов группы.

Обложка американской версии сингла «Second Solution / Prisoner of Society»

## Композиции
Музыка и тексты песен — Криса Чини, кроме отмеченных.
| №                   | Название                                                            | Длительность |
| ------------------- | ------------------------------------------------------------------- | ------------ |
| 1.                  | «Second Solution»                                                   | 3:09         |
| 2.                  | «Prisoner of Society»                                               | 3:54         |
| 3.                  | «Prisoner on the Inside (Кавер на песню «Prisoner» Лины Хэмильтон)» | 2:28         |
| 4.                  | «Misspent Youth (Live)»                                             | 2:52         |
| 5.                  | «Strange (Live)»                                                    | 4:06         |
| Общая длительность: | Общая длительность:                                                 | 16:29        |

## Состав
- Крис Чини — гитары и вокал
- Скотт Оуэн — контрабас и бэк-вокал
- Трэвис Дэмзи — барабаны и бэк-вокал